# Morgan Sanson
Morgan Sanson (Saint-Doulchard, 18 de agosto de 1994) es un futbolista francés que juega en la posición de centrocampista y desde 2023 milita en el O. G. C. Niza de la Ligue 1 de Francia.
Ha representado a su selección tanto a nivel sub-19 como sub-21. Su hermano menor, Killian, también es futbolista.

## Trayectoria

### Clubes

#### Le Mans F. C.
Nació el 18 de agosto de 1994 en la comuna Saint-Doulchard y comenzó su carrera en el Bourges Gazélec, club con el que jugó su primer partido en septiembre del año 2000. Permaneció allí durante cinco años, hasta que se unió al F. C. Bourges. En 2009, se marchó al Le Mans F. C., donde jugó con las categorías juveniles hasta que debutó con el primer equipo el 3 de agosto de 2012 en un encuentro ante el Dijon F. C. O. correspondiente a la temporada 2012-13 de la Ligue 2, donde portó el dorsal número 25. En dicho partido, el jugador entró al campo en reemplazo de Idrissa Sylla y disputó los últimos diez minutos.
Anotó un gol con el club el 22 de diciembre, en la derrota 3:2 de local frente al A. S. Mónaco. El 15 de febrero de 2013 le marcó al S. M. Caen por la fecha 25 de la Ligue 2. La siguiente jornada volvió a anotar, esta vez en la victoria de visitante al Chamois Niortais por 3:2. En total, Sanson jugó treinta partidos con la camiseta del Le Mans F. C.

#### Montpellier H. S. C.
En 2013 firmó un contrato por cuatro años con el Montpellier H. S. C., que pagó por su pase setecientos mil euros. Realizó una aparición con el equipo el 14 de septiembre, en un partido contra el Stade de Reims que finalizó 0:0, en donde salió sustituido al minuto 82 por el argentino Emanuel Herrera. En enero de 2015, a pesar de que el Olympique de Marsella y Girondins de Burdeos estaban interesados por contar en sus servicios, el jugador firmó una extensión en su contrato con el Montpellier, por lo que se mantuvo en el club un año más. En abril de 2015, durante un partido frente al Toulouse F. C., Sanson sufrió una lesión en la rodilla derecha. El encuentro finalizó a favor del Toulouse F. C., pero el entrenador Rolland Courbis declaró que la pérdida del jugador fue más importante que la derrota. El 2 de abril de 2016, le convirtió dos tantos al E. A. Guingamp en un encuentro por la liga que finalizó empatado a dos goles. En su última temporada en el Montpellier, realizó tres goles y cinco asistencias.

#### Olympique de Marsella

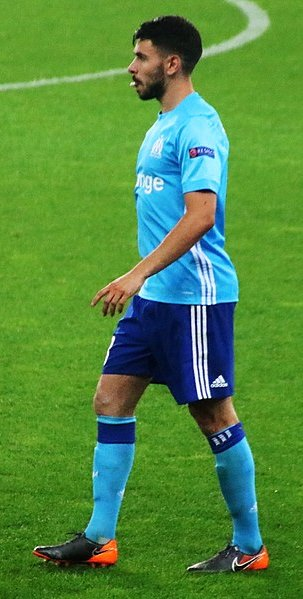
Sanson con el Olympique de Marsella en 2018

Tras ser pretendido por clubes como Borussia Dortmund y Olympique de Lyon, el 17 de enero de 2017 Sanson fichó por el Olympique de Marsella por cuatro años y medio. El traspaso se cerró en nueve millones de euros, a los cuales se les sumaron tres millones más en bonos. Sanson se convirtió en el primer fichaje del club en el período de transferencias de enero. El 5 de marzo, marcó su primer gol con el Marsella al minuto 56 de la victoria por marcador de 4:1 frente al F. C. Lorient. En su primera temporada en el club, se convirtió en el máximo asistidor de la liga, realizando doce pases a gol a lo largo de la campaña. El 27 de julio, le anotó al K. V. Oostende en una victoria por 4:2 por la tercera fase de clasificación de la Liga Europa de la UEFA. El 17 de agosto, le marcó un gol al N. K. Domžale en un partido por los playoffs de la Liga Europa de la UEFA que acabó empatado 1:1. En la fase final de la competición, el Marsella integró el «Grupo I» junto con el Red Bull Salzburgo, el Vitória de Guimarães y Konyaspor. El 29 de octubre, a los cinco minutos del encuentro frente al Lille O. S. C., Sanson anotó su tercer gol en la temporada. El partido finalizó en una victoria por 1:0.
En la Copa de la Liga, el Marsella llegó hasta los octavos de final, donde empató a dos goles con el Stade Rennais. En la tanda de penales, Sanson acertó su lanzamiento, pero su equipo perdió por 4:3 tras los fallos de Lucas Ocampos y Bouna Sarr. El 23 de enero de 2018, le marcó un gol en el último minuto al S. A. S. Épinal en la victoria por 2:0 por los treintaidosavos de final de la Copa de Francia. El 2 de febrero, anotó el primer tanto de la goleada 6:3 al F. C. Metz por la liga y asistió a Florian Thauvin en el segundo gol del encuentro. Sanson fue sustituido por Kostas Mitroglou en el minuto 68. Con esta victoria, el Olympique de Marsella quedó en la segunda posición en la tabla de la liga. Una semana después, volvió a convertir en el empate a dos goles frente al A. S. Saint-Étienne.
En los dieciseisavos de final de la Liga Europa de la UEFA, su equipo derrotó por 3:1 en el global al S. C. Braga. En los octavos de final, derrotaron al Athletic Club por un resultado global de 5:2; en la vuelta, donde ganaron 2:1 en condición de visitante, Sanson entró al campo de juego al minuto 78. En los cuartos de final, su equipo se vio emparejado con el R. B. Leipzig. En la ida, perdieron por 1:0 de visitante, en un partido donde Sanson tuvo una buena actuación. En la vuelta, ganaron por 5:2 y avanzaron a las semifinales, donde eliminaron al Red Bull Salzburgo por 3:2 en el global. El 16 de mayo, el Marsella perdió la final de la competición ante el Atlético de Madrid por 3:0. El 19 de mayo, en el último partido de la temporada, Sanson le anotó un gol al Amiens S. C. en la victoria por 2:1.
El 10 de septiembre, en la primera jornada de liga en la temporada 2018-19, su equipo derrotó por 4:0 al Toulouse F. C. en un partido en el que Sanson asistió a Valère Germain en la tercera anotación. El 19 de agosto, en una derrota por 3:1 frente al Nîmes Olympique, le realizó una asistencia a Florian Thauvin en el único gol de su equipo. El 26 de septiembre, le anotó un gol al R. C. Estrasburgo Alsacia en la victoria 3:2 por la liga. En dicho partido sufrió un desgarro en la pantorrilla derecha que lo dejó fuera del terreno de juego por dos semanas. El 21 de octubre, anotó el único gol del encuentro ante el Olympique de Niza. El 23 de diciembre extendió un año su contrato con la institución, el cual caducaba en 2021.

### Selección nacional
Sanson ha representado al seleccionado francés en las categorías sub-19 y sub-21. En septiembre de 2012, fue convocado por el entrenador del seleccionado sub-19 Francis Smerecki para jugar un partido amistoso contra Suiza. Con la selección francesa sub-21, disputó la clasificación para la Eurocopa Sub-21 de 2015, donde le anotó un gol a Kazajistán el 4 de septiembre de 2014 en una victoria por 5:1. Francia no consiguió avanzar a la ronda final de la competición.

## Estadísticas

### Clubes
Actualizado al último partido disputado el 3 de septiembre de 2023.
| Le Mans F. C. Francia                                                                                              | 2012-13       | 27  | 3  | 1  | 4  | 0 | 0 | 0  | 0 | 0 | 31  | 3  | 1  |
| Le Mans F. C. Francia                                                                                              | Total club    | 27  | 3  | 1  | 4  | 0 | 0 | 0  | 0 | 0 | 31  | 3  | 1  |
| Montpellier H. S. C. Francia                                                                                       | 2013-14       | 32  | 1  | 2  | 4  | 0 | 0 | 0  | 0 | 0 | 36  | 1  | 2  |
| Montpellier H. S. C. Francia                                                                                       | 2014-15       | 32  | 6  | 4  | 2  | 0 | 0 | 0  | 0 | 0 | 34  | 6  | 4  |
| Montpellier H. S. C. Francia                                                                                       | 2015-16       | 14  | 3  | 0  | 1  | 0 | 0 | 0  | 0 | 0 | 15  | 3  | 0  |
| Montpellier H. S. C. Francia                                                                                       | 2016-17       | 20  | 3  | 7  | 1  | 0 | 0 | 0  | 0 | 0 | 21  | 3  | 7  |
| Montpellier H. S. C. Francia                                                                                       | Total club    | 98  | 13 | 13 | 8  | 0 | 0 | 0  | 0 | 0 | 106 | 13 | 13 |
| Olympique de Marsella Francia                                                                                      | 2016-17       | 17  | 1  | 7  | 1  | 0 | 0 | 0  | 0 | 0 | 18  | 1  | 7  |
| Olympique de Marsella Francia                                                                                      | 2017-18       | 33  | 9  | 2  | 3  | 1 | 0 | 17 | 2 | 1 | 53  | 12 | 3  |
| Olympique de Marsella Francia                                                                                      | 2018-19       | 33  | 5  | 3  | 2  | 0 | 0 | 2  | 0 | 1 | 37  | 5  | 4  |
| Olympique de Marsella Francia                                                                                      | 2019-20       | 27  | 5  | 5  | 3  | 0 | 0 | 0  | 0 | 0 | 30  | 5  | 5  |
| Olympique de Marsella Francia                                                                                      | 2020-21       | 12  | 2  | 3  | 1  | 0 | 0 | 6  | 0 | 0 | 19  | 2  | 3  |
| Olympique de Marsella Francia                                                                                      | Total club    | 122 | 22 | 20 | 6  | 1 | 0 | 19 | 2 | 2 | 157 | 25 | 22 |
| Aston Villa F. C. Inglaterra                                                                                       | 2020-21       | 9   | 0  | 0  | 0  | 0 | 0 | 0  | 0 | 0 | 9   | 0  | 0  |
| Aston Villa F. C. Inglaterra                                                                                       | 2021-22       | 10  | 0  | 0  | 1  | 0 | 0 | 0  | 0 | 0 | 11  | 0  | 0  |
| Aston Villa F. C. Inglaterra                                                                                       | 2022-23       | 2   | 0  | 0  | 1  | 1 | 0 | 0  | 0 | 0 | 3   | 1  | 0  |
| Aston Villa F. C. Inglaterra                                                                                       | Total club    | 21  | 0  | 0  | 2  | 1 | 0 | 0  | 0 | 0 | 23  | 1  | 0  |
| R. C. Estrasburgo Alsacia Francia                                                                                  | 2022-23       | 18  | 1  | 2  | 0  | 0 | 0 | 0  | 0 | 0 | 18  | 1  | 2  |
| R. C. Estrasburgo Alsacia Francia                                                                                  | Total club    | 18  | 1  | 2  | 0  | 0 | 0 | 0  | 0 | 0 | 18  | 1  | 2  |
| O. G. C. Niza Francia                                                                                              | 2023-24       | 4   | 0  | 0  | 0  | 0 | 0 | 0  | 0 | 0 | 4   | 0  | 0  |
| O. G. C. Niza Francia                                                                                              | Total club    | 4   | 0  | 0  | 0  | 0 | 0 | 0  | 0 | 0 | 4   | 0  | 0  |
| Total carrera | Total carrera | 290 | 39 | 36 | 24 | 2 | 0 | 25 | 2 | 2 | 339 | 43 | 38 |
| (1)Incluye datos de la Copa de la Liga de Francia y Copa de Francia (2)Incluye datos de la Liga Europa de la UEFA. |               |     |    |    |    |   |   |    |   |   |     |    |    |

## Palmarés

### Distinciones individuales
| Distinción                                       | Año     |
| ------------------------------------------------ | ------- |
| Máximo asistente de la Ligue 1 (12 asistencias). | 2016-17 |